# Kilátó (évkönyv)
Kilátó : a temesvári Kisenciklopédia évkönyve. (I-II. köt. 1982-1983.)

## Története
Matekovits György szerkesztői bevezetője szerint a szabadegyetemen elhangzott előadások egybegyűjtésének jelentősége "az anyanyelvi megfogalmazás lehetősége, tehát azon a nyelven szólni tudományról, munkáról vagy kutatásról, melyen letisztulnak a gondolatok és amelyre nem kell fordítani, értelmiségünk boldogan vállalt missziója".

### I. kötet 1982
Az 1982-ben megjelent I. kötet tartalmából kiemelkedik Bakk Miklós és Horosz Béla informatikai, Ráduly István és Görgényi M. Ágota számítástechnikai tanulmánya, Kakucs Lajos írása a temesvári céhekről, Bárányi Ferenc értekezése az eutanáziáról és a stresszről, valamint Fejes Sándor ismertetése a Bega menti barlangokról (térképekkel). Az illusztrációk Patera Trebor Róbert Temesvár, a mi városunk című ciklusából valók.

### II. kötet 1983
A II. kötet 1983-ban Mandics György szerkesztésében az esztétika forradalmával, szociál- és jogtudományi kérdésekkel, ipari problémákkal, az atomreaktorokkal és a Temesvárt érintő transzkontinentális úttal foglalkozik. Helyet kapott benne Hatvany Csaba Szoros rend van és bölcs művészet a dolgok viszonyában c. írása a szerves világban uralkodó harmóniaelvről; Radován István néprajzi beszámolója a bánsági parasztházról és hiedelemrendszerről. E szám rajzait Tar Mihály Béla készítette.
A Kilátó elkészült 3. és 4. kötete a cenzúra növekvő nyomása miatt kéziratban maradt.